# ریچارد آلپرت (لاست)
ریچارد آلپرت(به انگلیسی: Richard Alpert) شخصیتی خیالی با بازی نستر کاربونل در مجموعه تلویزیونی لاست است. او اولین بار در فلش‌بک ذهن ژولیت برک در فصل سوم دیده شد. او یکی از محلی‌ها (دیگران) است و مهم‌ترین خصوصیت او این است که پیر نمی‌شود به گونه‌ای که همان چهره را در سال ۲۰۰۴ دارد که در سال ۱۹۵۰ داشت.
ریچارد آلپرت که نام اصلی‌اش ریکاردو است در سال ۱۸۶۷ به همراه همسرش ایزابلا در جزایر قناری بسر می‌برد. سپس توسط دریانوردان انگلیسی دستگیر می‌شود. زمانی‌که توسط کشتی صخره سیاه به جهان نو انتقال داده می‌شد در زنجیر بود، همان هنگام کشتی به مجسمه ساحلی جزیره برخورد می‌کند و او از همان زمان وارد جزیره می‌شود. وی توسط شخصیتی بنام جیکوب که از قدیمی‌های دارای قدرت خارق‌العاده در جزیره است مأمور می‌شود تا انسان‌هایی که به جزیره پا می‌گذارند را رهبری و هدایت کند. در عوض او جیکوب تقاضا می‌کند که هرگز نمیرد و جیکوب این را می‌پذیرد.